# 祖蘭尼·馬塞柯
祖蘭尼·魯道夫·馬塞柯（英語：Thulani Rudolf Maseko，1970年3月1日—2023年1月21日）是一名史瓦帝尼人權律師，2014年至2015年被監禁，國際特赦組織宣告他為良心犯。他於2018年起訴史瓦帝尼國王恩史瓦帝三世，並於2023年被暗殺。
他是人民聯合民主運動的成員。

## 早年生活和教育
1970年3月1日，馬塞柯出生於史瓦濟蘭曼齊尼區布尼亞附近的盧勒科（Luhleko）。他曾就讀於史瓦濟蘭大學，並於1994年和1997年分別獲得文學學士學位和法學學士學位。2011 年，他獲得美利堅大學華盛頓法學院國際法律研究碩士學位。

## 激進主義和監禁
馬塞柯是一位民主倡導者，也是人權律師，因其努力保護少數群體和被驅逐出家園的人們而知名。2009年，馬塞柯代表史瓦濟蘭全國前礦工團體成功起訴政府，指控政府未能遵守《史瓦濟蘭憲法》中關於所有史瓦濟蘭兒童在憲法實施三年內接受免費初等教育的規定。
2014年3月18日，馬塞柯因批評史瓦濟蘭的司法系統而以蔑視法庭罪入獄。2014年4月，人民聯合民主運動總書記姆隆吉西·馬坎亞（Mlungisi Makhanya）因身穿該黨T恤抗議馬塞柯和記者比基·馬庫布（Bheki Makhubu ）被監禁而被捕。
2014年8月，馬塞柯從監獄寫信給美國總統巴拉克·歐巴馬，尋求他在2014年美國-非洲領導人峰會之前進行干預。2015 年7月30日，馬塞柯獲釋出獄。國際特赦組織宣告他為良心犯。
2018年，馬塞柯向法院提起訴訟，反對恩史瓦帝三世將史瓦濟蘭國名改為史瓦帝尼。

## 逝世
2023年1月21日，馬塞科在盧勒科自己的客廳裡當著家人的面被暗殺。在此之前，史瓦帝尼加強對民主和人權倡議者的壓制。國王恩史瓦帝三世在暗殺當天早些時候公開表示：「人們不應該為僱傭軍殺害他們而流淚和抱怨。這些人首先挑起了暴力。」

## 反響
馬塞柯死後，辛巴威記者霍普韋爾·欽諾在推特上說，這次暗殺事件「令人不寒而慄地提醒人們，腐敗的政治精英準備不惜一切代價封鎖支持民主的聲音」。許多人權組織以及南非全國金屬工人工會、南非工會聯合會、南非法律協會、聯合國和許多其他組織都譴責了這起暗殺事件。
史瓦帝尼政府發表聲明稱「馬塞柯的逝世是國家的損失，他作為人權律師的足跡證明了他對國家的貢獻」，並表示將展開調查，將兇手繩之以法。
人民聯合民主運動主席姆隆吉西·馬坎亞說：「毫無疑問，這次暗殺是奉國王之命進行的……史瓦帝尼國王對祖蘭尼的暗殺只代表了一件事——對和平的暗殺。祖蘭尼同志是一個愛好和平的人。他是一位有原則的領導人，在爭取人權和民主的鬥爭中傾盡全力，但始終採用和平方式。」
2023年1月23日，國際特赦組織負責東部和南部非洲事務的副主任弗拉維亞·姆旺戈維亞（Flavia Mwangovya）說，馬塞柯的謀殺令人不寒而慄地提醒人們，那些呼籲在史瓦帝尼進行政治改革的人並不安全。國際特赦組織要求對馬塞柯謀殺案進行「有效、徹底、公正和透明」的調查，以確保將兇手繩之以法。國際特赦組織稱，調查應由獨立於政府的機構進行。

## 外部連結
- 祖蘭尼·馬塞柯的X（前Twitter）